# The Best Of (album Izabeli Trojanowskiej)
The Best Of – kompilacyjny album Izabeli Trojanowskiej, wydany w 1991 nakładem wydawnictwa Intersonus.

## Lista utworów
Źródło:.
1. „Tyle samo prawd ile kłamstw” – 4:19
2. „Nic za nic” – 4:32
3. „Sobie na złość” – 3:46
4. „Tydzień łez” – 4:37
5. „Wszystko czego dziś chcę” – 4:10
6. „Jestem twoim grzechem” – 5:57
7. „Na bohaterów popyt minął” – 4:23
8. „Pieśń o cegle” – 3:03
9. „Układy” – 4:20
10. „Obejdzie się bez łez” – 4:11
11. „Mało siebie znam” – 5:01
12. „Brylanty” – 3:39
13. „Karmazynowa noc” – 3:55
14. „Daj Boże, daj” – 3:28
15. „Nic naprawdę” – 4:44
16. „Obce dni” – 3:32